# パリ条約 (1879年8月14日)
パリ条約（パリじょうやく、スペイン語: Tratado de Paris）は1879年8月14日にパリで締結された、スペインとペルーの間の条約。条約により、スペインはペルーの独立を承認、両国の外交関係を樹立した。両国の関係は1864年から1866年までのチンチャ諸島戦争以降、緊張が続いた。

## 歴史
1871年4月11日にアマデオ1世のスペイン政府と停戦協定を締結した後、ホセ・バルタのペルー政府はスペインとの単独交渉に同意したが、バルタは1872年のクーデターで殺害され、混乱の後にペルー大統領に就任したマヌエル・パルドは単独交渉の許可を取り消した。
1879年に太平洋戦争が勃発すると、チリはペルーとボリビアと敵対した。ペルー大統領マリアーノ・イグナシオ・プラードはボリビアとの交渉を再開、防御同盟を締結した。スペインとの講和はペルーが1879年8月14日に、ボリビアが1879年8月21日に、それぞれ締結した。
条約に署名したスペイン代表は駐仏大使の初代モリンス侯爵マリアーノ・ロカ・デ・トゴレスで、ペルー代表は外交官のフアン・マリアーノ・デ・ゴジェネチェ（Juan Mariano de Goyeneche）だった。

## 条約
条約では「過去を忘れて」（el olvido de lo pasado）両国の永久な友好を築き（第1条）、外交代表の任命（第2条）、通商、航海、外国人平民の権利、犯罪人引渡し（第3条）、最恵国待遇（第4条）が定められた。